# Hino da República Socialista Soviética da Letónia
O Hino da RSS da Letônia  (Letão: Latvijas Padomju Sociālistiskās Republikas himna) foi um hino nacional da Letónia, quando a nação era uma república da União Soviética e era conhecida como a República Socialista Soviética da Letónia.

## Compositores
O hino foi composto por Anatoly Lepin, e a letra foi escrita por Fricis Rokpelnis e Jūlijs Vanags.